# Colle di Val d'Elsa
Colle di Val d'Elsa är en ort och kommun i provinsen Siena i regionen Toscana i Italien. Kommunen hade 21 737 invånare (2018).